# Eutectique plomb-bismuth
L’eutectique plomb-bismuth est un alliage eutectique de plomb (44,5 %) et de bismuth (55,5 %) utilisé comme liquide de refroidissement dans certains réacteurs nucléaires, ainsi qu'un liquide de refroidissement proposé dans les réacteurs rapides refroidis au plomb, qui fait partie des réacteurs de IVe génération.
Son point de fusion est de 123,5 °C (le plomb pur fond à 327 °C ; le bismuth pur à 271 °C) et un point de condensation à 1 670 °C.
Les alliages plomb-bismuth ayant entre 30 et 75 % de bismuth ont tous un point de fusion inférieur à 200 °C. Les alliages plomb-bismuth ayant entre 48 et 63 % de bismuth ont un point de fusion inférieur à 150 °C. Du fait que le plomb se dilate légèrement en fondant et que le bismuth se contracte légèrement, l'eutectique plomb-bismuth a un changement de volume négligeable en fondant.

## Sources
- (en) Cet article est partiellement ou en totalité issu de l’article de Wikipédia en anglais intitulé « Lead-bismuth eutectic » (voir la liste des auteurs).